# Arvid Noe
Arne Vidar Røed (23 de julio de 1946 - 24 de abril de 1976) fue un marinero y camionero noruego que se encuentra entre los primeros casos confirmados de VIH/SIDA. En la literatura médica, se le conoce por el anagrama Arvid Darre Noe. Aunque aún no se había identificado la enfermedad en su momento de muerte, su caso fue el primero confirmado de VIH en Europa.
El virus se transmitió a su esposa y a su hija menor, quienes también perdieron la vida. Este caso se considera el primer brote documentado de SIDA antes de la epidemia que comenzó a principios de la década de 1980.
Los investigadores que investigaron los casos se referían a Røed como el «marinero noruego» o utilizaban el anagrama «Arvid Darre Noe» para proteger su identidad. Su nombre real, Arne Vidar Røed, no fue revelado hasta mucho tiempo después de su fallecimiento.

## Enfermedad y muerte
Røed inició su carrera en la marina mercante en 1961, a los 15 años. Según el periodista Edward Hooper, Røed viajó a África en dos ocasiones durante sus trayectos: el primero de ellos fue entre 1961 y 1962, a bordo del Hoegh Aronde, navegando a lo largo de la costa occidental africana hasta Duala, Camerún. Fue en este viaje cuando Røed contrajo gonorrea.
En 1968, Røed ya no trabajaba como marinero y se desempeñaba como conductor de camiones de larga distancia, recorriendo principalmente Europa, con un enfoque en Alemania Occidental.
Desde 1968, Røed comenzó a experimentar dolores en las articulaciones, linfedema e infecciones pulmonares. Ese mismo año, el joven estadounidense Robert Rayford mostró síntomas similares, siendo posteriormente reconocido como el primer caso de SIDA en América del Norte.
La condición de Røed mejoró temporalmente con tratamiento hasta 1975, cuando sus síntomas se agravaron. Empezó a experimentar problemas de control motor y demencia, y falleció el 24 de abril de 1976.
Su esposa desarrolló síntomas similares y murió en diciembre de 1976. Sus dos hijos mayores no nacieron con la infección. Su tercera hija, quien tenía ocho años, falleció el 4 de enero de 1976, convirtiéndose en la primera persona documentada en morir de SIDA fuera de Estados Unidos.
Røed, su esposa y su hija fueron sepultados en Borre, provincia de Vestfold, Noruega.

## Investigaciones posteriores
Alrededor de diez años después de la muerte de Røed, los análisis realizados por el Dr. Stig Sophus Frøland en el Hospital Nacional de Oslo confirmaron que las muestras de sangre de Røed, su hija y su esposa resultaron positivas para VIH.
Según estudios realizados después de su fallecimiento, se cree que Røed contrajo el VIH en Camerún entre 1961 y 1962, donde se sabía que había tenido relaciones sexuales con varias mujeres africanas, incluidas trabajadoras sexuales.Røed se infectó con el VIH-1 grupo 0, que se sabe que era común en Camerún a principios de la década de 1960.